# Паоло де ла Аса
Паоло Ханкарло де ла Аса Уркіса (ісп. Paolo Jancarlo de la Haza Urquiza; 30 листопада 1983) — перуанський футболіст.
Народився 30 листопада 1983 року в Лімі, Перу.
Виступав за перуанські команди: «Спорт Бойз» (2002—2004) — 73 гри (3 голи) і «Сьєнсьяно» (2005—2007) — 125 ігор (7 голів).
Гравець національної збірної Перу. Учасник Кубка Америки 2007 року.
Грав у одеському «Чорноморці» з липня 2007 року по лютий 2009.

## Титули і досягнення
- Переможець Рекопи Південної Америки (1):

«Сьєнсіано»: 2004
- Володар Кубка Тото (1):

«Бейтар»: 2009-10
- Чемпіон Перу (2):

«Спортінг Крістал»: 2014
«Альянса Ліма»: 2017